# جونسا
جونسا (الهندية والفنجابية: جونسا) هو نوع من الأنب ينبت مخصوصاً في ميرفور خاص سند وملتان وساهيوال، فنجاب في فاكستان.
عرّف نوع الأنبة هذا شير شاه سوري خلال الكنف 
ينظر إلى جونسا أحسن أنبة بما روحه الجيد وذوقه الحلوة لبه اللذيذ وقيمته الغذاوية. موسمه يبدأ عموماً في بدء حزيران وينتهي الأسبوع الثالث من آب وبما طلبه يتجر إلى بلاد العرب، غرب، وأمريكا.